# Port lotniczy Rukumkot
Port lotniczy Rukumkot – krajowy port lotniczy położony w Rukumkot, w Nepalu.